# 仲梁懷
仲梁怀（？—？），春秋时期鲁国人，季孙氏的家臣。
前505年（周敬王十五年、鲁定公五年）六月十七日，季平子巡视东野，死在房地。阳虎准备用美玉随葬，仲梁怀不给，对他说：“步子改变了，美玉也要跟着改变。”阳虎想要赶走他。安葬季平子以后，季桓子巡视东野，到达费地。费地宰子泄在郊外迎接，仲梁怀对他不表示恭敬。惹怒了子泄，支持阳虎赶走仲梁怀。九月二十八日，阳虎囚禁了季桓子和公父文伯，并驱逐了仲梁怀。